# Франц Пфор
Франц Пфор (Франкфурт, 5. април 1788 — Албано Лацијале код Рима, 1812) је био немачки сликар и графичар и један од најзначајнијих представника Назарена.
На Академији у Бечу студирао је од 1805. године. У овом граду је заједно са Овербеком и другим уметницима основао Лукино братство. Преузимао је теме из средњовековних легенди и историје. Стилски се угледао на старонемачко сликарство.